# Tempskya
Tempskya — вимерлий рід деревоподібної папороті, що жив у крейдовий період. Скам'янілості були знайдені в Північній і Південній півкулях. Звичка росту Tempskya не схожа на будь-яку живу папороть чи будь-яку іншу живу рослину — множинні з'єднані дихотомічні розгалужені стебла, заплутані в коренях формували утворили псевдостовбур.

## Морфологія

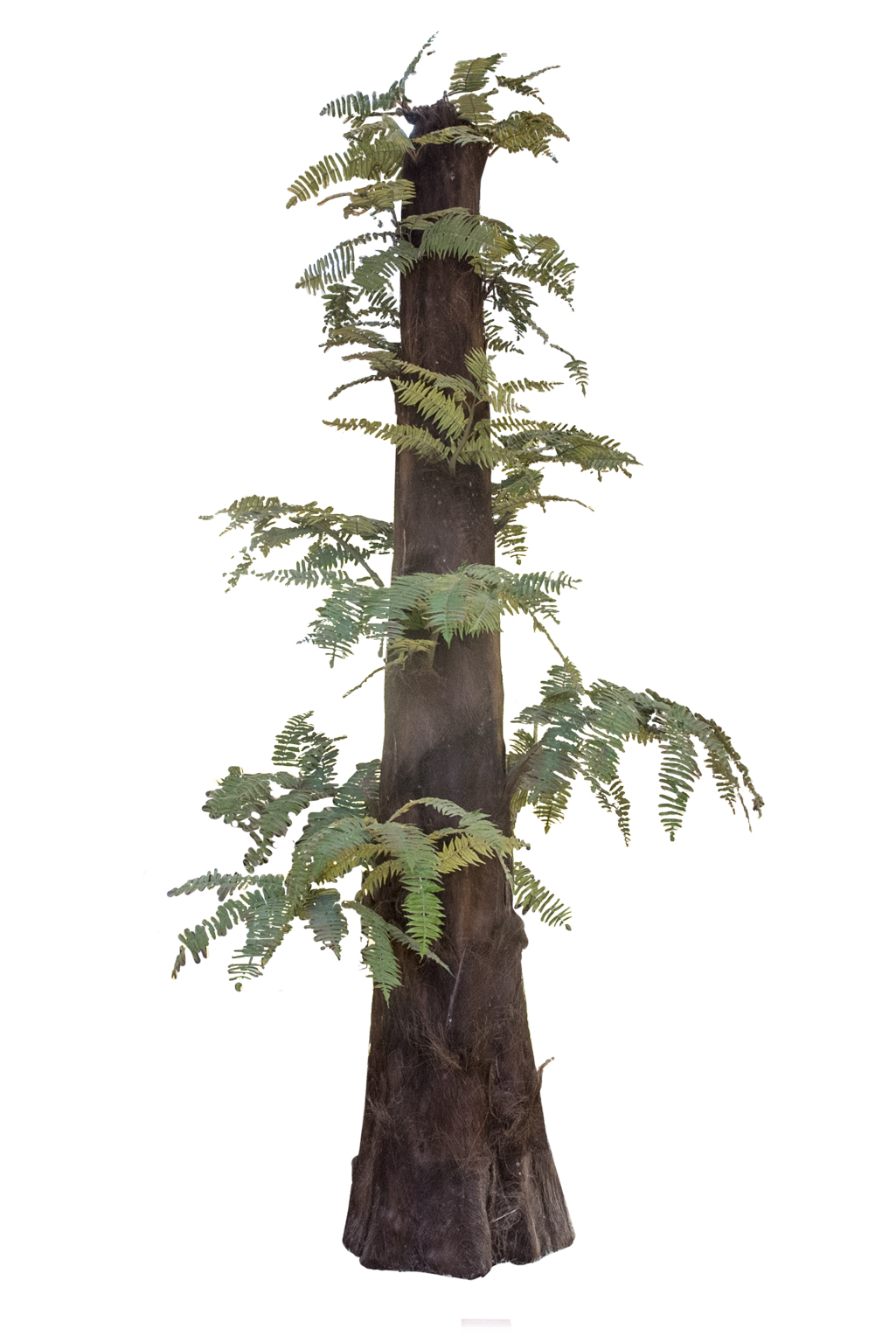
Реконструкція Tempskya в MUSE — Музеї науки в Тренто

Стовбур Tempskya був насправді великим скупченням стебел, оточених придатковими коренями. Псевдостовбури можуть досягати 6 метрів у висоту і до 50 сантиметрів у діаметрі. Дрібне листя росло з різних точок по висоті стовбура. Це відрізнялося від більшості деревних папоротей, де зазвичай велике листя росло з верхньої частини стовбура. Тонкі листки були вперше виявлені на зразках Tempskya wyomingensis; скам'янілі основи листків частіше зустрічаються на верхній частині стовбура.

## Екологія
Вважається, що Tempskya росла в низинах поблизу води, наприклад на водно-болотних угіддях і берегах річок.

## Таксономія
Перші скам'янілості Tempskya були спочатку описані в 1824 році як Endogenites erosa Стоксом і Веббом, які вважали, що це пальма. Рід Tempskya був названий Августом Карлом Йозефом Кордою в 1845 році за зразками, знайденими на території нинішньої Чехії. Tempskya є єдиним представником родини Tempskyaceae.
Види:
- - Tempskya iwatensis Nishida, 1986 — Японія, пізня крейда
  - Tempskya rossica Kidston and Gwynne Vaughan, 1911 — Казахстан, верхня крейда?
  - Tempskya uemurae Nishida, 2001 — Японія, пізня крейда
  - Tempskya dernbachii  Tidwell et Wright, 2003 emend. Martínez, Martínez and Olivo, 2015 — Аргентина, рання крейда
  - Tempskya zellerii Ash et Read, Ash and Read, 1976 — Нью-Мексико, США, рання крейда
  - Tempskya minor Read and Brown, 1937 — Вайомінг, США, пізній крейдяний період
  - Tempskya jonesii Tidwell and Hebbert, 1992 — Юта, США, крейдяний період
  - Tempskya knowltonii Seward, 1924 — Монтана і Юта США, рання крейда
  - Tempskya grandis Read and Brown 1937 — Вайомінг, США, пізня крейда
  - Tempskya superba Arnold, 1958 — Небраска США, рання крейда?
  - Tempskya reesidei Ash and Read, 1976 — Нью-Мексико, США, рання крейда
  - Tempskya readii Tidwell and Hebbert 1992 — Юта, США, середина крейди
  - Tempskya riojana Barale and Viera, 1989 — Іспанія, рання крейда
  - Tempskya wesselii Arnold, 1945 — Монтана, Орегон і Юта, США, рання крейда
  - Tempskya judithae Clifford and Dettmann, 2005 — Австралія, рання крейда
  - Tempskya stichkae Tidwell and Hebbert, 1992 — Юта, США, рання крейда
  - Tempskya wyomingensis Arnold, 1945 — Юта, Вайомінг і Колорадо, США, нижня крейда?
  - Tempskya zhangii Yang, Liu et Cheng, 2017 — Китай, крейда
  - Tempskya pulchra Corda, 1845 — Чехія, крейда
  - Tempskya schimperi Corda, 1845 — Німеччина, Чехія, Франція, нижня крейда
  - Tempskya varians Velenovsky, 1888 — Чехія, сеноманський ярус (крейда)
  - Tempskya cretacea Hosius and Marck, 1880 — Німеччина, пізня крейда
  - Tempskya erosa Stokes et Webb, 1915 — Англія, нижня крейда
  - Tempskya whitei Berry, 1991 — Меріленд, США, нижня крейда